# Winona Ryder
Winona Laura Horowitz, més coneguda com a Winona Ryder (Winona, Minnesota, 29 d'octubre de 1971), és una actriu estatunidenca. Ha estat dues vegades nominada als premis Oscar i ha guanyat un premi Globus d'Or com a millor actriu secundària.

## Primers anys i educació
Nasqué com a Winona Laura Horowitz al Comtat d'Olmsted a l'estat de Minnesota el 1971. El seu primer nom és el de la ciutat del costat, Winona i el seu segon nom, Laura, els seus pares li van posar per l'amistat amb la dona d'Aldous Huxley, Laura Huxley.
La seva mare, Cindy Palmes, d'ascendència romanesa, és autora, productora i editora de vídeo. El seu pare, Michael Horowitz, igual que la mare, és autor i editor, però també és publicista i llibreter antiquari. Winona té un germà petit, Yuri, un germanastre més gran, Jubal, i una germanastra més petita, Sunyata.
Tot i que la mare és budista i el pare ateu, ella es considera jueva, per la seua ascendència, perquè els seus avis eren jueus immigrants de Khàrkiv, Ucraïna, i part dels seus familiars van morir a l'Holocaust.
El 1978, quan tenia només set anys, la seua família es traslladaren a Rainbow, una concentració de població de Califòrnia, on vivien al costat d'unes altres set famílies, en un terreny de 120 hectàrees. A eixe lloc remot, no hi havia televisió ni tampoc connexió a la xarxa elèctrica. Per això, durant el temps lliure, començà a llegir i es va fer una gran fanàtica de la clàssica novel·la estudiantil El vigilant al camp de sègol de l'escriptor J.D. Salinger. La seua mare li projectava pel·lícules en una pantalla al graner. Això li va crear l'interès per l'actuació.
El 1981, amb només deu anys, la família es traslladà a Petaluma, Califòrnia. La primera setmana a l'escola Kenilworth Middle School, un grup de nois li van pegar perquè pensaven que era un noi efeminat. Per això va rebre les classes a casa. El 1983, quan tenia dotze anys, començà a rebre classes de teatre a l'American Conservatory Theater, a San Francisco.
Winona ha dit que pateix de fòbia a l'aigua, perquè quan tenia dotze anys gairebé es va ofegar.

## Carrera cinematogràfica

### 1985–1990
El 1985, Ryder envià una cinta, on recitava un monòleg de la novel·la Franny and Zooey, per a aparèixer al film Desert Bloom. La van rebutjar, i li van donar el paper a Annabeth Gish. El 1986, David Seltzer, un guionista i director, s'adona del seu talent i la contracta per a la pel·lícula Lucas. Un dia va rebre una trucada telefònica, a la que li preguntaven com volia que apareguera el seu nom, perquè el seu no era gaire vendible. Va contestar «Ryder», per Mitch Ryder, un músic del qual en aquest moment el seu pare escoltava una obra.
La seva següent pel·lícula va ser Square Dance, on el seu personatge adolescent crea un pont entre dos mons diferents: un camp al mig del no-res i una gran ciutat. Ryder va tenir bona crítica per eixe paper, el Times va dir «un remarcable debut». Aquestes dues pel·lícules mai no van eixir a la venda.
Un temps després, el famós director Tim Burton, la cridà per a actuar a Beetlejuice, després de quedar impressionat per la seua actuació a Lucas, al qual es va anunciar una seqüela amb el mateix èquip el 2015. Al film, interpreta una adolescent que pateix de depressió, Lydia Deetz. A la pel·lícula, la seua família es trasllada a una casa plena de fantasmes (interpretats per Geena Davis, Alec Baldwin i Michael Keaton). El film va ser un gran èxit, i la seua actuació va rebre crítiques molt positives.
Ryder després va ser cridada per a interpretar Verónica Sawyer, a la pel·lícula independent Heathers. El film és una sàtira sobre la vida adolescent, que gira al voltant de Verónica, un personatge que està fermament en contra de la violència com a manera de resoldre conflictes, i que és forçada a triar entre el benestar de la societat o quedar-se amb el seu promès assassí, que mata estudiants populars. El seu representant li havia desconsellat d'acceptar el paper, perquè «destruiria la seua carrera». Però s'equivocava, perquè segons el diari Washington Post, Ryder era «L'actriu de Hollywood més impressionantment ingènua, Ryder… feu que estimàrem els assassinats adolescents, una noia brillant i divertida, amb un toc de Bonnie Parker a l'interior. És la protagonista jove més bonica i millor preparada, des de la innocent Gregory's Girl». A continuació, aquell mateix any, va protagonitzar Great Balls of Fire!, interpretant la promesa de tretze anys de Jerry Lee Lewis. La pel·lícula va ser un fracàs, i rebé crítiques dividides. L'abril de 1989, obtingué el paper al vídeo musical de Mojo Nixon, Debbie Gibson Is Pregnant with My Two-Headed Love Child.
El 1990, Ryder tingué quatre oportunitats de feina. La primera va ser Edward Scissorhands i tornà a actuar amb Tim Burton, aquesta vegada feu el personatge de la promesa d'Edward, interpretat per Johnny Depp. Va ser una pel·lícula molt important, que recaptà 56 milions de dòlars als Estats Units i rebé molt bona crítica. Després, Francis Ford Coppola li oferí un paper a El padrí III, però va haver de rebutjar-lo per esgotament. Llavors van donar el paper a la filla de Coppola, Sofia Coppola.
El tercer paper de Ryder eixe any, fou a la comèdia-drama Mermaids, amb Cher i Christina Ricci. La pel·lícula va ser mitjanament popular, però la seua actuació va tornar a ser aclamada i per això va tindre una nominació al Globus d'Or a la millor actriu secundària. El crític Roger Ebert del Chicago Sun-Times escrigué: «Winona Ryder, en un altre dels seus alienats papers, genera veritable carisma». Winona, llavors, actuà al costat de Cher al vídeo The Shoop Shoop Song, un dels temes que va ser a la banda sonora d'aquesta pel·lícula.
Després de Mermaids, s'uní al repartiment com a protagonista de Welcome Home, com Roxy.

### 1991-1995
El 1991, Ryder va interpretar una jove taxista que somnia ser mecànica, a la pel·lícula de Jim Jarmusch, Night on Earth. Aquest film no va tindre un gran èxit, però va rebre molt bona crítica. Poc després Ryder va aparèixer a la pel·lícula Dràcula de Bram Stoker amb un paper doble: per una banda com Mina (l'amor reencarnat de Dràcula) i per l'altra com la princesa Elisabeta (l'anterior amor de Dràcula)
El 1993 es va unir al repartiment del melodrama La casa dels esperits, adaptació del llibre d'Isabel Allende, interpretant la noia d'Antonio Banderas. El film quasi no va tindre èxit, ja que va recaptar només sis milions amb un pressupost de més de quaranta. El mateix any es va estrenar L'edat de la innocència junt a Michelle Pfeiffer i Daniel Day-Lewis, una pel·lícula basada en la novel·la de Edith Wharton i dirigida per Martin Scorsese de qui Ryder va dir «és el millor director de tot el món». Al film interpreta Mary, una jove casada amb el jove aristòcrata Newland Archer qui l'enganya amb la seua cosina. Per aquest paper aconseguí un Premi Globus d'Or a la millor actriu secundària i una nominació a l'Oscar en la mateixa categoria.

Ryder va participar en Els Simpson

El seu següent paper va ser al drama Reality Bites on va fer d'una xica perduda que intenta trobar-se. Aquesta actuació la va omplir d'elogis. El 1994 va sortir escollida per interpretar Josephine March a Donetes. La pel·lícula fou un èxit i el New York Times la va elogiar. Aquest paper li va servir per a una nominació a l'Oscar com a millor actriu. El mateix any va participar en un episodi en Els Simpson com Allison Taylor, la rival de Lisa Simpson.

### 1996-2000
Després va participar com la jove protagonista en How to Make an American Quilt la qual no va ser res bona ni en taquilla ni en crítica i com la protagonista del film Boys interpretant, altra vegada, una jove amb cert odi al món i que es refugia en el seu millor amic. Aquesta pel·lícula li va passar factura a Ryder, ja que per al públic començava a fer sempre el mateix paper pel que ja no aconseguia bones crítiques i els ingressos es van esfondrar. El seu paper eixe any a Looking for Richard de Al Pacino junt a Kevin Spacey i Alec Baldwin va tornar a fracassar com les altres però la seua interpretació va ser molt aclamada pel públic i la crítica.
Després de tornar amb l'aprovació per part del públic es va embarcar al film Alien: Resurrection el 1997 amb Sigourney Weaver i que formava part d'una trilogia. La taquilla la considerà com un èxit absolut, ja que va recaptar més de 160 milions de dòlars i va rebre junt a Weaver molt bones crítiques. El 1998 va actuar en un film de Woody Allen després que Drew Barrymore el rebutjara en Celebrity com Nola.
El 1999 va aconseguir el paper d'una trastornada mental en Innocència interrompuda juntament amb Angelina Jolie i Whoopi Goldberg. Interpreta una jove que entra a l'institut psiquiàtric Claymore sota la recomanació del seu psiquiatre on fa amistat amb una altra jove, Lisa (Angelina Jolie). Les crítiques foren boníssimes per a ambdues actrius i Jolie guanyà l'Oscar per aquesta interpretació. El mateix any participà en South Park: Bigger, Longer & Uncut.
El 2000 va fer la pel·lícula romàntica Autumn in New York amb Richard Gere. El film que tracta com un home major i una jove s'enamoren va rebre crítiques mixtes però va fer taquilla. També participà eixe any en la pel·lícula fracassada Lost Souls i per la qual Ryder no va voler participar en la seua promoció.
El 6 d'octubre del 2000, Ryder va rebre la seua estela al Passeig de la Fama de Hollywood.

### Investigació per robatori, 2001-2005
Va fer un gran escàndol el desembre del 2001 quan va ser arrestada per robatori a unes botigues a Beverly Hills, Califòrnia, per $ 5.500 de roba de dissenyador i accessoris a l'Saks Fifth Avenue El 2002 va estrenar les pel·lícules que ja estaven filmades Mr. Deeds i amb un paper xicotet a S1m0ne.
Durant el judici el 2002 va ser acusada de consumir medicaments psicotròpics sense recepta. Ryder va ser declarada culpable de furt major i vandalisme, però va ser absolta de robatori. El desembre del 2002, va ser sentenciat a llibertat condicional de tres anys, 480 hores de servei comunitari, $ 3.700 de multes, de 6.355 $ en concepte de restitució a la botiga, i el jutge li va ordenar seguir una psicoteràpia. Va truncar la seva carrera durant uns anys.

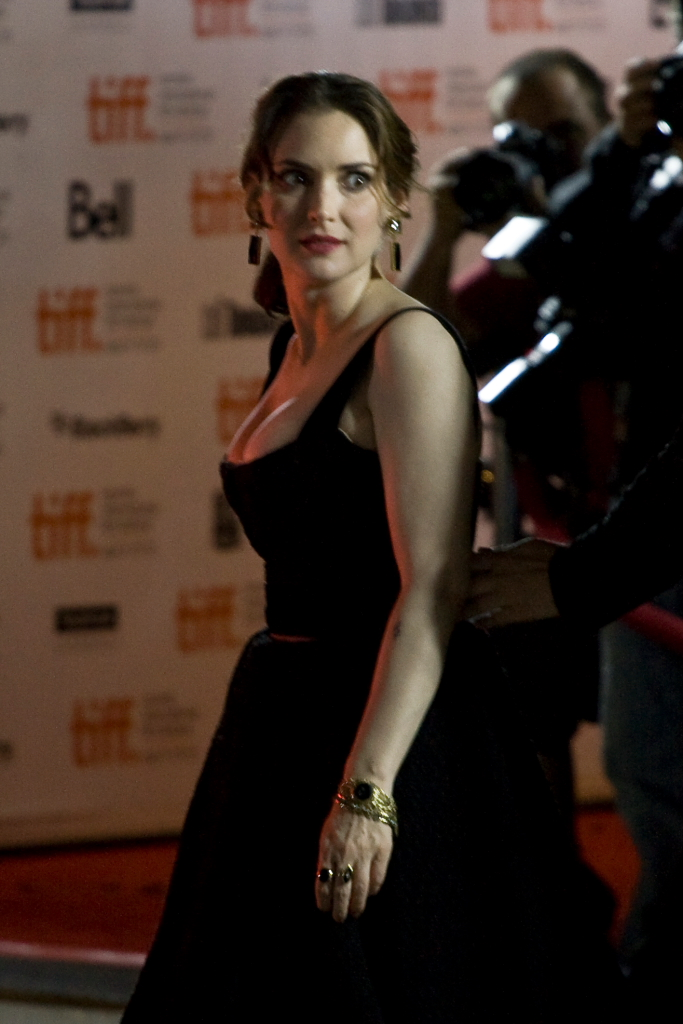
Ryder al Festival Internacional Cinematogràfic de Toronto al setembre de 2010

El 2003 va aportar la seua veu a un documental i el 2005 va fer una aparició breu a The Heart Is Deceitful Above All Things però no va sortir als crèdits.

### 2006 -…
El 2006 Ryder va tornar al cinema (des del 2001 que no feia cap pel·lícula) a A Scanner Darkly amb Keanu Reeves, que es va estrenar al Festival Internacional de Cinema de Canes. També va aparèixer a The Darwin Awards
El 2007 va actuar a tres pel·lícules: Sex and Death 101, The Ten i en el curtmetratje Welcome. El 2008 va eixir a The Last Word i el 2009 a: Water Pills, Star Trek, The Informers , The Private Lives of Pippa Lee i Stay Cool.
El 2010 va fer un paper a Black Swan i a When Love Is Not Enough: The Lois Wilson Story. El 2016 va estrenar una primera producció en la sèrie Stranger Things de Netflix, a la qual interpreta el paper de Joyce la mare d'un noi esvaït.

## Vida privada
Ryder va estar compromesa amb l'actor Johnny Depp durant tres anys a partir del juliol de 1990. Durant la seva relació, Depp tenia un tatuatge «Winona Forever» al braç, que després de la seva separació va canviar a «Wino Forever». El 2018 Francis Ford Coppola va desvelar que s'hauria casat el 1992 amb Keanu Reeves quan es va escenificar un mariatge amb un sacerdot ortodox durant el Rodatge de Bram Stoker's Dracula, com que no era clar si el sacerdot que va oficiar la cerimònia va utilitzar els noms dels actors, o bé el dels personatges. Després d'haver trencat amb Depp, va sortir amb Soul Asylum i amb Dave Pirner durant tres anys, del 1993 al 1996. Més tard va tenir una relació de dos anys amb l'actor Matt Damon, entre 1998 i 2000.
El 2008 l'escriptor català Edgar Cantero va guanyar el premi Crexells amb la novel·la Dormir amb Winona Ryder.

## Filmografia
- Lucas (1986)
- Square Dance (1987)
- Beetlejuice (1988)
- 1969 (1988)
- Heathers (1989)

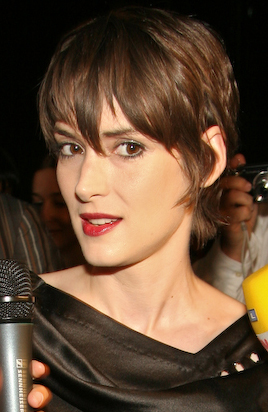
Winona Ryder el setembre del 2008

- Gran bola de foc (Great Balls of Fire!) (1989)
- Benvinguda, Roxy Carmichael (Welcome Home, Roxy Carmichael) (1990)
- Edward Scissorhands (1990)
- Sirenes (Mermaids) (1990)
- La nit a la Terra (1991)
- Bram Stoker's Dracula (1992)
- L'edat de la innocència (1993)
- La casa dels esperits (The House of the Spirits) (1993)
- Reality Bites (1994)
- Donetes (1994)
- How to Make an American Quilt (1995)
- Nois (1996)
- Looking for Richard (1996)
- The Crucible (1996)
- Alien: Resurrection (1997)
- Celebrity (1998)
- Girl, Interrupted (1999) (productora)
- South Park: Bigger, Longer and Uncut (1999)
- Tardor a Nova York (Autumn in New York) (2000)
- Lost Souls (2000)
- Zoolander (2001)
- Mr. Deeds (2002)
- S1m0ne (2002)
- The Day My God Died (2003) (documental)
- The Heart Is Deceitful Above All Things (2004)
- Darwin Awards (2006)
- A Scanner Darkly (2006)
- The Ten (2007)
- Sex and Death 101 (2007)
- Welcome (2007)
- The Last Word (2008)
- The Informers (2009)
- Water Pills (2009)
- The Private Lives of Pippa Lee (2009)
- Star Trek (2009)
- Stay Cool (2009)
- Black Swan (2010)
- The Iceman (2013)
- Stranger Things

## Premis i nominacions

### Premis
- 1994: Globus d'Or a la millor actriu secundària per L'edat de la innocència

### Nominacions
- 1991: Globus d'Or a la millor actriu secundària per Sirenes
- 1994: Oscar a la millor actriu secundària per L'edat de la innocència
- 1994: BAFTA a la millor actriu secundària per L'edat de la innocència
- 1995: Oscar a la millor actriu per Donetes